# Шанни, Итай
Итай Шанни (ивр. איתי שני‎; род. 1 сентября 1998, Израиль) — израильский лучник, специализирующийся в стрельбе из олимпийского лука. Участник Олимпийских игр.

## Биография
Шанни родился в 1998 году. Стрельбой из лука начал заниматься в 12 лет в 2011 году.
В 2015 году Итай Шанни занял первое место на молодёжном чемпионате Израиля в стрельбе из лука с расстояния 70 метров, в 2017 выиграл ещё одно золото.
В 2019 году он занял шестое место в квалификации в Румынии на Европейские игры в Минске.
В 2020 году он в четвёртый раз подряд выиграл чемпионат Израиля по стрельбе из лука.
В 2021 году он занял восьмое место на отборочном турнире в Париже к Олимпийским играм 2020 года в Токио.
На Олимпийских играх в Токио 2020 он был вторым израильским лучником в истории и сразу дошёл до 1/8 финала. В рейтинговом раунде он занял лишь 60-е место из 64 участников. В стадии плей-офф он встретился с японцем Хироки Муто, который занял пятое место в рейтинговом раунде. Шанни победил его со счётом 7:3. На стадии 1/16 финала он выступал против индейца Тарундипа Рая, и после ничьей по результатам пяти сетов была проведена перестрелка, в которой точнее оказался израильтянин, попавший в «десятку», тогда как индиец попал в «девятку». В следующем раунде Шанни встретился с Тан Чжицзюнем из Тайваня, и снова матч перешёл в перестрелку, но на этот раз оказался точнее соперник израильтянина.